# 준흥
준흥(俊興)은 신라 하대의 재상이다.

## 생애
886년(정강왕 즉위년) 이찬(伊飡)의 관등으로서 시중(侍中)에 올랐으며, 이듬해 여동생 김만(金曼)이 왕위를 이으라는 정강왕(定康王)의 유언을 받았다.
898년(효공왕 2) 이벌찬(伊伐飡)의 관등으로서 상대등(上大等)에 올랐다.